# Tredje klotet från solen
Tredje klotet från solen (engelska: 3rd Rock from the Sun) är en amerikansk komediserie som ursprungligen sändes på NBC 9 januari 1996-22 maj 2001. Serien är producerad av Carsey-Werner. Den handlar om fyra utomjordingar ledda av professor Dick (överbefälhavare). De har blivit sända till Jorden på ett hemligt uppdrag, de försöker i största möjliga mån smälta in bland jordborna och samtidigt ta reda på så mycket som möjligt om dem. 
Efter att de integrerat sig i varsin människokropp flyttar de in i en vindsvåning hos Mrs. Mamie Dubcek. Genom seriens gång får de uppleva människolivets positiva och negativa sidor.

## Rollista i urval
| John Lithgow         | – Dr. Dick Solomon                |
| Kristen Johnston     | – Sally Solomon                   |
| French Stewart       | – Harry Solomon                   |
| Joseph Gordon-Levitt | – Tommy Solomon                   |
| Jane Curtin          | – Dr. Mary Albright               |
| Simbi Khali          | – Nina Campbell                   |
| Elmarie Wendel       | – Mrs. Mamie Dubcek (1997-2001)   |
| Wayne Knight         | – Officer Don Orville (1997-2001) |

## DVD
Den 14 maj 2013 släpptes hela serien på DVD i region 1.

### Fotnoter
1. ↑  Review: ‘3rd Rock from the Sun’ (på engelska), Variety, 8 januari 1996, läs online.[källa från Wikidata]
2. ↑  Leif Stensson (1 december 1997). ”SF på TV”. Linköpings science fiction-förening. http://www.lysator.liu.se/lsff/mb-nr34/SF_p_TV.html. Läst 22 januari 2017.
3. ↑  ”3rd Rock from the Sun - The Complete Series” (på engelska). TV Shows on DVD. 14 maj 2013. Arkiverad från originalet den 2 februari 2017. https://web.archive.org/web/20170202020850/http://www.tvshowsondvd.com/releases/3rd-Rock-Sun-Complete-Series/13215. Läst 22 januari 2017.